# Coppa WSE 2020-2021
La Coppa WSE 2020-2021 è stata la 41ª edizione (la 3ª con la denominazione attuale) dell'omonima competizione europea di hockey su pista riservata alle squadre di club. Il torneo, inizialmente previsto dal 30 aprile al 2 maggio 2021, è stato disputato dal 18 al 20 giugno 2021. 
Il titolo è stato conquistato dagli spagnoli del Lleida per la terza volta nella loro storia sconfiggendo in finale gli italiani del Sarzana. 
Il Lleida ha ottenuto anche il diritto di partecipare alla Coppa Continentale 2021-2022.

## Squadre partecipanti
| Nazione    | Club        | Città                  | Qualificazione             |
| ---------- | ----------- | ---------------------- | -------------------------- |
| Italia     | Sarzana     | Sarzana                | 9º in Serie A1 2019-2020   |
| Portogallo | Riba De Ave | Vila Nova de Famalicão | 9º in 1ª Divisão 2019-2020 |
| Spagna     | Calafell    | Calafell               | 8º in OK Liga 2019-2020    |
| Spagna     | Caldes      | Caldes de Montbui      | 6º in OK Liga 2019-2020    |
| Spagna     | Girona      | Gerona                 | 5º in OK Liga 2019-2020    |
| Spagna     | Igualada    | Igualada               | 7º in OK Liga 2019-2020    |
| Spagna     | Lleida      | Lleida                 | 9º in OK Liga 2019-2020    |

## Risultati

### Quarti di finale
| Squadra 1      | Risultato | Squadra 2   |
| -------------- | --------- | ----------- |
| 18 giugno 2021 |           |             |
| Calafell       | 2 - 4     | Girona      |
| Caldes         | 6 - 2     | Riba De Ave |
| Igualada       | 2 - 3     | Sarzana     |

### Semifinali
| Squadra 1      | Risultato | Squadra 2 |
| -------------- | --------- | --------- |
| 19 giugno 2021 |           |           |
| Lleida         | 3 - 1     | Girona    |
| Caldes         | 1 - 4     | Sarzana   |

### Finale
| Squadra 1      | Risultato | Squadra 2 |
| -------------- | --------- | --------- |
| 20 giugno 2021 |           |           |
| Lleida         | 5 - 3     | Sarzana   |